# IC 3326
IC 3326 ist eine Spiralgalaxie vom Hubble-Typ Sb pec? im Sternbild Coma Berenices am Nordsternhimmel. Sie ist schätzungsweise 907 Millionen Lichtjahre von der Milchstraße entfernt.
Das Objekt wurde am 23. März 1903 vom deutschen Astronomen Max Wolf entdeckt.